# Malta Eurovision Song Contest 2022
Der Malta Eurovision Song Contest 2022 fand am 19. Februar 2022 statt und war der maltesische Vorentscheid für den Eurovision Song Contest 2022 in Turin (Italien). Emma Muscat gewann den Wettbewerb mit ihrem Song Out of Sight.

## Format

### Konzept
Am 16. Oktober 2021 bestätigte die maltesische Rundfunkanstalt TVM Maltas Teilnahme am Eurovision Song Contest 2022. Gleichzeitig gab TVM bekannt, dass die Vorentscheidung Malta Eurovision Song Contest erstmals seit vier Jahren wieder stattfinden sollte. Insgesamt 22 Beiträge nahmen an der Sendung teil. Nach einem Halbfinale sollten 16 Beiträge das Finale erreichen. Alle Entscheidungen wurden von einer Jury und dem Televoting bestimmt. Der Sieger repräsentiert dann Malta beim Eurovision Song Contest 2022.

### Beitragswahl
Vom 15. Oktober 2021 bis zum 15. Dezember 2021 konnten Beiträge bei TVM eingereicht werden. Interpreten mussten dabei maltesische Staatsbürger sein, während Komponisten und Autoren unabhängig von ihrer Nationalität Beiträge einreichen konnten. Ebenfalls 100 Euro wurden als Teilnehmergebühr fällig.

## Teilnehmer
Die Teilnehmer wurden am 29. Dezember 2021 bekanntgegeben. Unter ihnen ist Jessica Muscat, die San Marino beim Eurovision Song Contest 2018 vertrat. Die Songs wurden am 17. Januar 2022 veröffentlicht.

## Halbfinale
Das Halbfinale fand am 17. Februar 2022 statt. 16 Interpreten qualifizierten sich für das Finale. Durch eine zweite Abstimmungsrunde konnte sich Jessica Muscat für das Finale qualifizieren.

### Erste Runde
| Startnr. | Interpret            | Lied Musik (M) und Text (T)                                                                                                   | Sprache              | Übersetzung                        |   |              |                                                         |            |          |
| -------- | -------------------- | --- | -------------------- | ---------------------------------- | - | ------------ | ------------------------------------------------------- | ---------- | -------- |
| Startnr. | Interpret            | Lied Musik (M) und Text (T)                                                                                                   | Sprache              | Übersetzung                        | 1 | Aidan Cassar | Ritmu M: Aidan Cassar, Boban Apostolov; T: Aidan Cassar | Maltesisch | Rhythmus |
| 2        | Janice Mangion       | Army M: Cyprian Cassar, Mark Scicluna; T: Emil Calleja Bayliss                                                                | Englisch, Maltesisch | Armee                              |   |              |                                                         |            |          |
| 3        | Nicole Hammett       | A Lover’s Heart M: Cyprian Cassar; T: Joe Julian Farrugia                                                                     | Maltesisch, Englisch | Das Herz eines Liebenden           |   |              |                                                         |            |          |
| 4        | Sarah Bonnici        | Heaven M/T: Aidan Cassar | Englisch             | Himmel                             |   |              |                                                         |            |          |
| 5        | Mark Anthony Bartolo | Serenity M/T: Mark Anthony Bartolo                                                                                            | Englisch             | Gelassenheit                       |   |              |                                                         |            |          |
| 6        | Denise Mercieca      | Boy M/T: Aidan Cassar | Englisch             | Junge                              |   |              |                                                         |            |          |
| 7        | Richard Micallef     | Hey Little M/T: Richard Micallef                                                                                              | Englisch             | Hey Kleiner                        |   |              |                                                         |            |          |
| 9        | Miriana Conte        | Look What You’ve Done Now M: Cyprian Cassar; T: Matthew „MUXU“ Mercieca                                                       | Englisch             | Siehst du, was du jetzt getan hast |   |              |                                                         |            |          |
| 10       | Giada                | Revelación M/T: Aidan Cassar                                                                                                  | Englisch, Spanisch   | Offenbarung                        |   |              |                                                         |            |          |
| 11       | Baklava feat. Nicole | Electric Indigo M: Philip Vella; T: Gerard James Borg                                                                         | Englisch             | Elektrisch Indigo                  |   |              |                                                         |            |          |
| 13       | Norbert Bondin       | How Special You Are M/T: Shaun Farrugia, Norbert Bondin, Peter Borg                                                           | Englisch             | Wie speziell du bist               |   |              |                                                         |            |          |
| 14       | Raquel Galdes Briffa | Over You M/T: Aidan Cassar | Englisch             | Über dich hinweg                   |   |              |                                                         |            |          |
| 16       | Matt Blxck           | Come Around M: Matt Blxck, David Grech; T: Matt Blxck                                                                         | Englisch             | Vorbeikommen                       |   |              |                                                         |            |          |
| 18       | Nicole Azzopardi     | Into the Fire M: Peter Boström, Per Jonsson, Marika Lindė, Dimitri Stassos; T: Peter Boström, Marika Lindė, Nektarios Tyrakis | Englisch             | Ins Feuer                          |   |              |                                                         |            |          |
| 19       | Emma Muscat          | Out of Sight M/T: Antonio Caputo, Emma Muscat, Gabriel Rossi, Lorenzi Santarelli, Marco Salvaderi                             | Englisch             | Unsichtbar                         |   |              |                                                         |            |          |
| 21       | Enya Magri           | Shame M: Cyprian Cassar; T: Jodie Magri                                                                                       | Englisch             | Schande                            |   |              |                                                         |            |          |
| 8        | Francesca Sciberras  | Rise M: Mark Scicluna; T: Etienne Micallef                                                                                    | Englisch             | Aufsteigen                         |   |              |                                                         |            |          |
| 12       | Derrick Schembri     | II M: Cyprian Cassar; T: Emil Calleja Bayliss                                                                                 | Maltesisch           | Zwei                               |   |              |                                                         |            |          |
| 15       | Jessica Grech        | Aphrodisiac M: Philip Vella; T: Gerard James Borg                                                                             | Englisch             | Aphrodisiakum                      |   |              |                                                         |            |          |
| 17       | Rachel Lowell        | White Doves M: Ylva Persson, Linda Persson, Peter Frodin; T: Emil Calleja Bayliss                                             | Englisch             | Weiße Tauben                       |   |              |                                                         |            |          |
| 20       | Malcolm Pisani       | We Came for Love M: Gaspare Incatasciato; T: Matthew „MUXU“ Mercieca                                                          | Englisch             | Wir sind hier für Liebe gekommen   |   |              |                                                         |            |          |
| 22       | Jessica Muscat       | Kaleidoscope M: Philip Vella; T: Gerard James Borg                                                                            | Englisch             | Kaleidoskop                        |   |              |                                                         |            |          |

 Kandidat hat sich durch die erste Runde für das Finale qualifiziert.

### Zweite Runde
| Startnr. | Interpret           | Lied Musik (M) und Text (T)                                                       | Sprache    | Übersetzung                      |    |                |                                                    |          |             |
| -------- | ------------------- | --------------------------------------------------------------------------------- | ---------- | -------------------------------- | -- | -------------- | -------------------------------------------------- | -------- | ----------- |
| Startnr. | Interpret           | Lied Musik (M) und Text (T)                                                       | Sprache    | Übersetzung                      | 22 | Jessica Muscat | Kaleidoscope M: Philip Vella; T: Gerard James Borg | Englisch | Kaleidoskop |
| 8        | Francesca Sciberras | Rise M: Mark Scicluna; T: Etienne Micallef                                        | Englisch   | Aufsteigen                       |    |                |                                                    |          |             |
| 12       | Derrick Schembri    | II M: Cyprian Cassar; T: Emil Calleja Bayliss                                     | Maltesisch | Zwei                             |    |                |                                                    |          |             |
| 15       | Jessica Grech       | Aphrodisiac M: Philip Vella; T: Gerard James Borg                                 | Englisch   | Aphrodisiakum                    |    |                |                                                    |          |             |
| 17       | Rachel Lowell       | White Doves M: Ylva Persson, Linda Persson, Peter Frodin; T: Emil Calleja Bayliss | Englisch   | Weiße Tauben                     |    |                |                                                    |          |             |
| 20       | Malcolm Pisani      | We Came for Love M: Gaspare Incatasciato; T: Matthew „MUXU“ Mercieca              | Englisch   | Wir sind hier für Liebe gekommen |    |                |                                                    |          |             |

 Kandidat hat sich durch die zweite Runde für das Finale qualifiziert.

## Finale
Das Finale fand am 19. Februar 2022 statt. Emma Muscat gewann den Wettbewerb mit ihrem Song Out of Sight.
| Platz | Startnr. | Interpret            | Lied Musik (M) und Text (T)                                                                                                   | Sprache              | Übersetzung                        | Punkte | Punkte    | Punkte |
| Platz | Startnr. | Interpret            | Lied Musik (M) und Text (T)                                                                                                   | Sprache              | Übersetzung                        | Jury   | Zuschauer | Gesamt |
| ----- | -------- | -------------------- | --- | -------------------- | ---------------------------------- | ------ | --------- | ------ |
| 1.    | 13       | Emma Muscat          | Out of Sight M/T: Antonio Caputo, Emma Muscat, Gabriel Rossi, Lorenzi Santarelli, Marco Salvaderi                             | Englisch             | Unsichtbar                         | 72     | 20        | 92     |
| 2.    | 16       | Aidan Cassar         | Ritmu M: Aidan Cassar, Boban Apostolov; T: Aidan Cassar                                                                       | Maltesisch           | Rhythmus                           | 60     | 12        | 72     |
| 3.    | 9        | Nicole Azzopardi     | Into the Fire M: Peter Boström, Per Jonsson, Marika Lindė, Dimitri Stassos; T: Peter Boström, Marika Lindė, Nektarios Tyrakis | Englisch             | Ins Feuer                          | 31     | 5         | 36     |
| 4.    | 2        | Norbert Bondin       | How Special You Are M/T: Shaun Farrugia, Norbert Bondin, Peter Borg                                                           | Englisch             | Wie speziell du bist               | 30     | 4         | 34     |
| 5.    | 12       | Denise Mercieca      | Boy M/T: Aidan Cassar | Englisch             | Junge                              | 28     | 3         | 31     |
| 6.    | 8        | Miriana Conte        | Look What You’ve Done Now M: Cyprian Cassar; T: Matthew „MUXU“ Mercieca                                                       | Englisch             | Siehst du, was du jetzt getan hast | 27     | 1         | 28     |
| 7.    | 3        | Matt Blxck           | Come Around M: Matt Blxck, David Grech; T: Matt Blxck                                                                         | Englisch             | Vorbeikommen                       | 15     | 3         | 18     |
| 8.    | 7        | Nicole Hammett       | A Lover’s Heart M: Cyprian Cassar; T: Joe Julian Farrugia                                                                     | Maltesisch, Englisch | Das Herz eines Liebenden           | 15     | 1         | 16     |
| 9.    | 11       | Enya Magri           | Shame M: Cyprian Cassar; T: Jodie Magri                                                                                       | Englisch             | Schande                            | 12     | 3         | 15     |
| 10.   | 17       | Richard Micallef     | Hey Little M/T: Richard Micallef                                                                                              | Englisch             | Hey Kleiner                        | 12     | 1         | 13     |
| 11.   | 15       | Mark Anthony Bartolo | Serenity M/T: Mark Anthony Bartolo                                                                                            | Englisch             | Gelassenheit                       | 10     | 1         | 11     |
| 12.   | 10       | Sarah Bonnici        | Heaven M/T: Aidan Cassar | Englisch             | Himmel                             | 9      | 1         | 10     |
| 13.   | 6        | Raquel Galdes Briffa | Over You M/T: Aidan Cassar | Englisch             | Über dich hinweg                   | 8      | 0         | 8      |
| 13.   | 4        | Giada                | Revelación M/T: Aidan Cassar                                                                                                  | Englisch, Spanisch   | Offenbarung                        | 7      | 1         | 8      |
| 15.   | 1        | Baklava feat. Nicole | Electric Indigo M: Philip Vella; T: Gerard James Borg                                                                         | Englisch             | Elektrisch Indigo                  | 6      | 1         | 7      |
| 15.   | 14       | Janice Mangion       | Army M: Cyprian Cassar, Mark Scicluna; T: Emil Calleja Bayliss                                                                | Englisch, Maltesisch | Armee                              | 6      | 1         | 7      |
| 17.   | 5        | Jessica Muscat       | Kaleidoscope M: Philip Vella; T: Gerard James Borg                                                                            | Englisch             | Kaleidoskop                        | 0      | 1         | 1      |